# 7006 Folco
7006 Folco este un asteroid din centura principală, descoperit pe 2 martie 1981, de Schelte Bus.